# Unión por el Futuro
La Unión por el Futuro (en alemán: Bündnis Zukunft Österreich, abreviado BZÖ) es un partido político conservador-liberal de Austria. Fue fundado como una escisión del Partido de la Libertad de Austria en 2005 y estuvo liderado por Jörg Haider hasta su muerte el 11 de octubre de 2008. Un día después de la muerte de Haider, Stefan Petzner, antiguo secretario general, fue elegido presidente. Sin embargo tras declarar Petzner que mantenía una relación homosexual con Haider, la dirección del partido decidió sustituirlo por Josef Bucher.
En las elecciones de 2008, el partido obtuvo un 11% de los votos. En la campaña electoral de esas elecciones, Haider moderó su postura, presentándose como una posible alternativa de gobierno a la gran coalición entre los socialdemócratas y populares.

## Resultados electorales
| Año  | Votos          | %              | Resultado      | +/-            | Gobierno           |
| ---- | -------------- | -------------- | -------------- | -------------- | ------------------ |
| 2006 | 193.539 (#5)   | 4,11           | 7/183          |                | Oposición          |
| 2008 | 522.933 (#4)   | 10,70          | 21/183         | 14             | Oposición          |
| 2013 | 165.746 (#7)   | 3,53           | 0/183          | 21             | Extraparlamentario |
| 2017 | No se presentó | No se presentó | No se presentó | No se presentó | No se presentó     |
| 2019 | 760 (#11)      | 0,02           | 0/183          |                | Extraparlamentario |